# Gran Premi del Canadà del 2017
El Gran Premi del Canadà de Fórmula 1 de 2017 serà la setena carrera de la temporada 2017. Tindrà lloc del 9 a l'11 de juny en el Circuit Gilles Villeneuve, a Mont-real. Lewis Hamilton va ser el vencedor de l'edició anterior, seguit per Sebastian Vettel i Valtteri Bottas. Els pilots que estaran en actiu que han guanyat al Canadà són Lewis Hamilton, Fernando Alonso, Sebastian Vettel, Kimi Räikkönen i Daniel Ricciardo.

## Entrenaments lliures

### Primers lliures
Resultats
| Pos. | Nº | Pilot            | Equip/Motor  | Millor temps | Diferència | Compost | Voltes |
| ---- | -- | ---------------- | ------------ | ------------ | ---------- | ------- | ------ |
| 1    | 5  | Sebastian Vettel | Ferrari      | 1:13.809     | —          | US      | 36     |
| 2    | 44 | Lewis Hamilton   | Mercedes AMG | 1:14.007     | +0.198     | US      | 28     |
| 3    | 77 | Valtteri Bottas  | Mercedes AMG | 1:14.046     | +0.237     | US      | 21     |
| 4    | 7  | Kimi Räikkönen   | Ferrari      | 1:14.230     | +0.421     | US      | 28     |
| 5    | 11 | Sergio Pérez     | Force India  | 1:14.578     | +0.769     | US      | 34     |

### Segons lliures
Resultats
| Pos. | Nº | Pilot            | Equip/Motor          | Millor temps | Diferència | Compost | Voltes |
| ---- | -- | ---------------- | -------------------- | ------------ | ---------- | ------- | ------ |
| 1    | 7  | Kimi Räikkönen   | Ferrari              | 1:12.935     | —          | US      | 41     |
| 2    | 44 | Lewis Hamilton   | Mercedes AMG         | 1:13.150     | +0.215     | US      | 41     |
| 3    | 5  | Sebastian Vettel | Ferrari              | 1:13.200     | +0.265     | US      | 41     |
| 4    | 77 | Valtteri Bottas  | Mercedes AMG         | 1:13.310     | +0.375     | US      | 42     |
| 5    | 33 | Max Verstappen   | Red Bull - TAG Heuer | 1:13.388     | +0.453     | US      | 25     |

### Tercers lliures
Resultats
| Pos. | Nº | Pilot            | Equip/Motor          | Millor temps | Diferència | Compost | Voltes |
| ---- | -- | ---------------- | -------------------- | ------------ | ---------- | ------- | ------ |
| 1    | 5  | Sebastian Vettel | Ferrari              | 1:12.572     | —          | US      | 19     |
| 2    | 7  | Kimi Räikkönen   | Ferrari              | 1:12.864     | +0.292     | US      | 18     |
| 3    | 44 | Lewis Hamilton   | Mercedes AMG         | 1:12.926     | +0.354     | US      | 21     |
| 4    | 33 | Max Verstappen   | Red Bull - TAG Heuer | 1:12.965     | +0.393     | US      | 22     |
| 5    | 77 | Valtteri Bottas  | Mercedes AMG         | 1:13.210     | +0.638     | US      | 23     |

## Classificació
Resultats
| Pos. | Nº | Pilot             | Equip-motor             | Part 1   | Part 2   | Part 3   | Graella |
| ---- | -- | ----------------- | ----------------------- | -------- | -------- | -------- | ------- |
| 1    | 44 | Lewis Hamilton    | Mercedes AMG            | 1:12.692 | 1:12.496 | 1:11.459 | 1       |
| 2    | 5  | Sebastian Vettel  | Ferrari                 | 1:13.046 | 1:12.749 | 1:11.789 | 2       |
| 3    | 77 | Valtteri Bottas   | Mercedes AMG            | 1:12.685 | 1:12.563 | 1:12.177 | 3       |
| 4    | 7  | Kimi Räikkönen    | Ferrari                 | 1:13.548 | 1:12.580 | 1:12.252 | 4       |
| 5    | 33 | Max Verstappen    | Red Bull - TAG Heuer    | 1:13.177 | 1:12.751 | 1:12.403 | 5       |
| 6    | 3  | Daniel Ricciardo  | Red Bull - TAG Heuer    | 1:13.543 | 1:12.810 | 1:12.557 | 6       |
| 7    | 19 | Felipe Massa      | Williams Martini Racing | 1:13.435 | 1:13.012 | 1:12.858 | 7       |
| 8    | 11 | Sergio Pérez      | Force India             | 1:13.470 | 1:13.262 | 1:13.018 | 8       |
| 9    | 31 | Esteban Ocon      | Force India             | 1:13.520 | 1:13.320 | 1:13.135 | 9       |
| 10   | 27 | Nico Hülkenberg   | Renault                 | 1:13.804 | 1:13.406 | 1:13.271 | 10      |
| 11   | 26 | Daniil Kvyat      | Scuderia Toro Rosso     | 1:13.802 | 1:13.690 |          | 11      |
| 12   | 14 | Fernando Alonso   | McLaren F1 Team         | 1:13.669 | 1:13.693 |          | 12      |
| 13   | 55 | Carlos Sainz      | Scuderia Toro Rosso     | 1:14.051 | 1:13.756 |          | 13      |
| 14   | 8  | Romain Grosjean   | Haas F1 Team            | 1:13.780 | 1:13.839 |          | 14      |
| 15   | 30 | Jolyon Palmer     | Renault                 | 1:13.990 | 1:14.293 |          | 15      |
| 16   | 2  | Stoffel Vandoorne | McLaren F1 Team         | 1:14.182 |          |          | 16      |
| 17   | 18 | Lance Stroll      | Williams Martini Racing | 1:14.209 |          |          | 17      |
| 18   | 20 | Kevin Magnussen   | Haas F1 Team            | 1:14.318 |          |          | 18      |
| 19   | 9  | Marcus Ericsson   | Sauber F1 Team          | 1:14.495 |          |          | 19      |
| 20   | 94 | Pascal Wehrlein   | Sauber F1 Team          | 1:14.810 |          |          | 20      |

## Carrera
Resultats
| Pos. | Nº | Pilot             | Equip-motor             | Voltes | Temps/Retirat       | Graella | Punts |
| ---- | -- | ----------------- | ----------------------- | ------ | ------------------- | ------- | ----- |
| 1    | 44 | Lewis Hamilton    | Mercedes AMG            | 70     | 1:33:05.154         | 1       | 25    |
| 2    | 77 | Valtteri Bottas   | Mercedes AMG            | 70     | +19.783             | 3       | 18    |
| 3    | 3  | Daniel Ricciardo  | Red Bull - TAG Heuer    | 70     | +35.297             | 6       | 15    |
| 4    | 5  | Sebastian Vettel  | Ferrari                 | 70     | +35.907             | 2       | 12    |
| 5    | 11 | Sergio Pérez      | Force India             | 70     | +40.476             | 8       | 10    |
| 6    | 31 | Esteban Ocon      | Force India             | 70     | +40.716             | 9       | 8     |
| 7    | 7  | Kimi Räikkönen    | Ferrari                 | 70     | +58.632             | 4       | 6     |
| 8    | 27 | Nico Hülkenberg   | Renault                 | 70     | +60.374             | 10      | 4     |
| 9    | 18 | Lance Stroll      | Williams Martini Racing | 69     | +1 volta            | 17      | 2     |
| 10   | 8  | Romain Grosjean   | Haas F1 Team            | 69     | +1 volta            | 14      | 1     |
| 11   | 30 | Jolyon Palmer     | Renault                 | 69     | +1 volta            | 15      |       |
| 12   | 20 | Kevin Magnussen   | Haas F1 Team            | 69     | +1 volta            | 18      |       |
| 13   | 9  | Marcus Ericsson   | Sauber F1 Team          | 69     | +1 volta            | 19      |       |
| 14   | 2  | Stoffel Vandoorne | McLaren F1 Team         | 69     | +1 volta            | 16      |       |
| 15   | 94 | Pascal Wehrlein   | Sauber F1 Team          | 68     | +2 voltes           | 20      |       |
| 16   | 14 | Fernando Alonso   | McLaren F1 Team         | 66     | Motor               | 12      |       |
| Ret  | 26 | Daniil Kvyat      | Scuderia Toro Rosso     | 54     | Motor               | 11      |       |
| Ret  | 33 | Max Verstappen    | Red Bull - TAG Heuer    | 10     | Problemes elèctrics | 5       |       |
| Ret  | 19 | Felipe Massa      | Williams Martini Racing | 1      | Xoc                 | 7       |       |
| Ret  | 55 | Carlos Sainz      | Scuderia Toro Rosso     | 1      | Xoc                 | 13      |       |

## Classificacions després de la carrera
| Pos. | Pilot            | Punts | Canvis de posició |
| ---- | ---------------- | ----- | ----------------- |
| 1    | Sebastian Vettel | 141   | =                 |
| 2    | Lewis Hamilton   | 129   | =                 |
| 3    | Valtteri Bottas  | 93    | =                 |
| 4    | Kimi Räikkönen   | 73    | =                 |
| 5    | Daniel Ricciardo | 67    | =                 |

| Pos. | Constructor          | Punts | Canvis de posició |
| ---- | -------------------- | ----- | ----------------- |
| 1    | Ferrari              | 222   | 1                 |
| 2    | Mercedes AMG         | 214   | 1                 |
| 3    | Red Bull - TAG Heuer | 112   | =                 |
| 4    | Force India          | 71    | =                 |
| 5    | Scuderia Toro Rosso  | 29    | =                 |